# Inundacions de la Xina de 1887

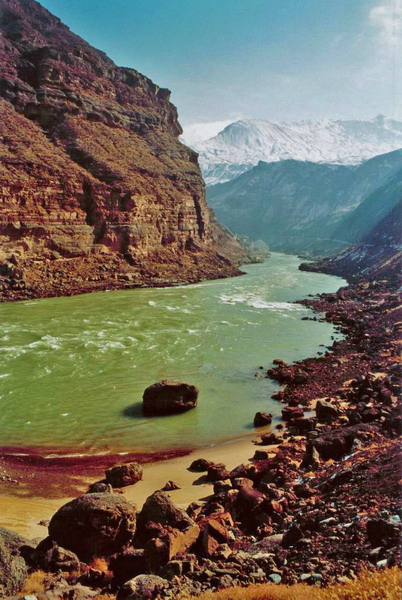
Imatge del riu Groc.

Les inundacions de la Xina de 1887 es van produir a causa d'una crescuda del Riu Groc que va provocar més de 900000 morts, fet que les converteix en un dels desastres naturals més letals de la història. Les fortes pluges i els sediments acumulats van trencar els dics de contenció del riu a la província de Henan el 28 de setembre i la inundació es va estendre ràpidament. A banda de la força de l'aigua, el desastre va causar morts per les epidèmies posteriors, a part de deixar destruïts els conreus de la regió i les cases de dos milions de persones.